# Kartause Liegnitz
Die Kartause Liegnitz (auch Kartause Passionis Christi; Kartause Leiden Christi; lateinisch Carthusiensium domus passionis Christi) war ein Kloster des Kartäuserordens in Liegnitz im Fürstentum Liegnitz; seit 1945 Legnica, Woiwodschaft Niederschlesien in Polen. Sie wurde am 1. Januar 1423 vom Liegnitzer Herzog Ludwig II. gegründet und mit Mönchen der Kartause Erfurt besiedelt. 
Da es bei der Zugehörigkeit zu kartäusischen Provinzen nicht auf die geographische Lage, sondern auf die Entstehungszeit ankam, gehörte die Kartause Liegnitz zunächst zu den älteren deutschen Kartausen der oberdeutschen Provinz („provincia Alemannia superior“), später zur niederdeutschen Provinz. Sie war die einzige Kartause im Bistum Breslau und damit in ganz Schlesien. Unter Herzog Friedrich III. wurde sie während der Reformation 1547 aufgehoben.

## Geschichte
Die Kartause Liegnitz lag vor der Stadt in einem Gebiet, das als „In der Heide“ bezeichnet wurde. Zu ihrer wirtschaftlichen Ausstattung stiftete Herzog Ludwig II. ein Vorwerk, das nach einem Vorbesitzer als „Sporrers Gut“ bekannt war, zu dem auch die sogenannte „Winkelmühle“ gehörte. Außerdem überließ er der Kartause den etwa 50 ha großen Koischwitzer See mit zwei Fischern und allen Fischereirechten. Aus der Stiftung, zu der auch Liegnitzer Bürger und Breslauer Geistliche beitrugen, sollte der Unterhalt von fünfzehn Mönchen und sechs Konversen gesichert werden. Erster Rektor war der aus der Kartause Erfurt entsandte Heinrich/Henricus Frölich, der schon während der Vorbereitungsphase in Liegnitz war und im Februar 1423 wieder nach Erfurt zurückgerufen wurde. Um die Wasserversorgung der Kartause sicherzustellen, einigte sich der Gründungskonvent 1424 mit dem Rat der Stadt über eine Regulierung der Katzbach.
Nachdem die provisorischen Klosterbauten 1427 fertiggestellt waren, wurde die Kartause Passionis Christi in den Kartäuserorden aufgenommen und der oberdeutschen Ordensprovinz eingegliedert. Schon ein Jahr später wurde sie zusammen mit den Liegnitzer Vorstädten von den Hussiten zerstört. Wegen der Hussitenkriege verzögerte sich der Wiederaufbau, so dass die Klosterkirche erst 1449 geweiht werden konnte.
Mit ihrem Testament vom 4. August 1435 bestimmten Herzog Ludwig II. und dessen Ehefrau Elisabeth von Brandenburg die Liegnitzer Kartause zu ihrer Grablege. Zugleich erbaten sie von den Mönchen ein jährlich viermal zu feierndes Jahrgedächtnis, für das sie dem Konvent drei Mark Zins vermachten. Am Gedenktag sollten die Mönche gemeinsam im Refektorium gute Fische mit Weißbrot verzehren sowie einen Quart guten Wein trinken. Als der Herzog nur ein Jahr später 1436 verstarb, wurde er wunschgemäß in der noch nicht fertiggestellten Klosterkirche beigesetzt. 1447 vertrieb seine inzwischen wiederverheiratete Witwe die Juden aus Liegnitz und vermachte der Kartause mehrere Häuser und Grundstücke des Judenviertels, das unterhalb der Liegnitzer Burg lag. Damit wollte sie vermutlich für die Schulden des verstorbenen Herzogs aufkommen, die der Klosterkonvent beim Konstanzer Bischof oder anderen Konstanzer Gläubigern beglichen hatte. Dieser hatte gegen das kirchliche Begräbnis des Herzogs beim Konvent der Kartause Einspruch erhoben, da er ihn zu dessen Lebzeiten wegen der nicht beglichenen Schulden exkommuniziert hatte. Deshalb verlangte er die Exhumierung des Leichnams und die Beisetzung in ungeweihter Erde. Um die letzte Ruhe ihres Fundators nicht zu stören, beglichen die Mönche die von den Gläubigern geforderte Schuld vermutlich aus eigenen Mitteln. Die Schulden hatte Herzog Ludwig anlässlich seiner in Konstanz gehaltenen Hochzeit aufgenommen, die 1418 während des Konzils im Beisein des Römisch deutschen Königs Sigismund prunkvoll begangen worden war.
Zu einem Niedergang der Kartause kam es unter Herzog Friedrich II. Er hatte 1534 eine Verordnung erlassen, mit der die Reformation in seinem Herzogtum, das ein Lehen der Krone Böhmen war, eingeführt wurde. 1536 verbot er die Einreise des Visitators Petrus Golitz, der die Wahl eines Priors durchführen sollte. 1540 musste der Kartäuserorden seine Liegnitzer Kartause aufgeben, als angeblich wegen der Bedrohung durch die Türkenkriege alle vor den Stadtmauern gelegenen Bauten, unter ihnen die Kartause, zerstört werden sollten. Die Mönche mussten in das frühere Dominikanerkloster am Breslauer Tor übersiedeln, das nun die Benediktinerinnen beherbergte. Die Kartäusermönche lebten dort von den Erträgen ihres Klosters und wirkten als Seelsorger der Nonnen. Novizen durften sie keine mehr aufnehmen, so dass der Untergang der Kartause nicht zu verhindern war. Die Bücher der Kartause gelangten an die städtische Petro-Paulinische Kirchenbibliothek und das beschlagnahmte Klosterarchiv vermutlich an das Liegnitzer Schlossarchiv. Die Gebeine des in der Klosterkirche beigesetzten Herzogspaares und ihrer Nachkommen wurden in die frühere St. Johanniskirche überführt, die nun als Schlosskirche diente. Dort ließ Herzogin Luise von Anhalt, die Mutter des letzten Liegnitzer Piasten Georg Wilhelm I., 1677 das Mausoleum der Schlesischen Piasten errichten. 
1547 hob Friedrichs II. Nachfolger Friedrich III. die Kartause auf, wobei das Stiftungsgut an ihn zurückfiel. Die Gebäude waren zu diesem Zeitpunkt bereits abgerissen. Der letzte Mönch Paul Tuchscherer verstarb 1559. 
In der Neuzeit entstand an der Stelle der Kartause der Liegnitzer Stadtteil Carthause, der später als Liegnitz-Ost bezeichnet wurde. 1904–1908 wurde dort für die protestantischen Bewohner nach Entwurf des Architekten Oskar Hossfeld die Kaiser-Friedrich-Gedächtniskirche erbaut. Sie wurde nach dem Übergang Schlesiens an Polen 1945 im Juni 1946 der evangelischen Gemeinde entzogen und dient seither als Pfarrkirche der Hl. Dreifaltigkeit polnisch Kościół św. Jacka als katholisches Gotteshaus.

## Prioren (nicht vollständig)
Von den Prioren (Rektoren) der Liegnitzer Kartause sind bekannt:
- Ordensgelübde in der Kartause Erfurt:
  - Henricus Frölich († 26. Februar 1423 in Erfurt)
  - Petrus de Andernach, als Prior 1427 belegt (vorher Rektor; † 1437)
  - Joannes Ostraw aus Bromberg, als Prior belegt 1445; 1435–1440 Prior in Tückelhausen; 1448–1453 Prior in Erfurt († 1473)
  - Nicolaus Balderstete, als Prior bezeugt 1467 und 1469 († 1479/80)
  - Jodocus/Jost Christen, Prior nach 1469–1477 und nochmals 1499; ab 1477 Rektor der Kartausen Konradsburg, Erfurt und Crimmitschau († 1500)
- Ordensgelübde in der Kartause Liegnitz:
  - Gabriel aus Neisse (Johannes Guntheri de Nissa); Studium in Leipzig, wo er den akademischen Abschluss eines Magisters der Freien Künste erwarb; Doktor der Medizin (nach 1471)
  - Wenzeslaus († 1525/26)
  - Joannes, Rektor 1537–1547
- Ordensgelübde in der Kartause Mainz:
  - Joannes de Steinbach, stammte aus Franken; Prior 1500–1509, anschließend Prior in Mainz, 1516/1517 Prior Koblenz († 1534 in Mainz)
- Marcus, Prior 1447–1454, 1442 Prior in Brünn, anschließend in Seitz († 1454 in Liegnitz)
- Conradus Melsungen, 1509–1524, anschließend Prior der Kartause Eppenberg
- Martinus Keldenbach, Prior 1482–† 1495/96
- Mathias Kissinger, Nachfolger Keldeberchs, starb ebenfalls 1495/96

## Schriftstellerisch tätige Mönche
- Hieronymus Broenich († 1474), Verfasser mehrere Marienpredigten, die auch im Druck erschienen
- Bernhard von Eger (Bernardus de Egra; † 1493) verfasste einen Dialog über das Lob und die Wunder Mariens